# Limnothálassa Mesolongíou
Limnothálassa Mesolongíou är en lagun i Grekland.   Den ligger i prefekturen Nomós Aitolías kai Akarnanías och regionen Västra Grekland, i den centrala delen av landet, 210 km väster om huvudstaden Aten.